# Tschechoslowakischer Wall

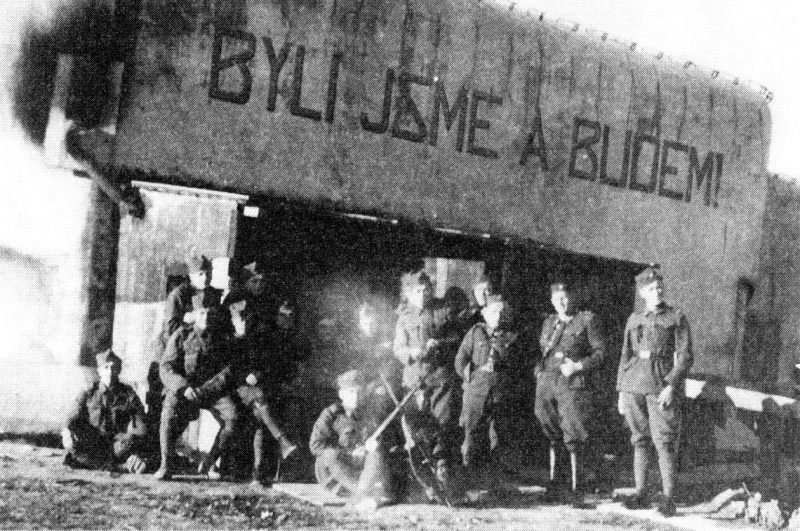
Soldaten vor einem Bunker bei Prostřední Lipka, 1938

Karte des Tschechoslowakischen Walls

Der Tschechoslowakische Wall (tschechisch československé opevnění, slowakisch česko-slovenské opevnenia) war ein ausgedehntes Grenzbefestigungssystem der Tschechoslowakei entlang der Landesgrenzen zum Deutschen Reich, zu Österreich, Polen und Ungarn, wobei weitere Linien im Landesinnern verliefen. Er galt als eines der besten Festungsbausysteme des 20. Jahrhunderts, wurde jedoch nicht vollständig fertiggestellt und konnte seinen ursprünglichen Zweck nie erfüllen.
Die ersten Befestigungsobjekte des Befestigungssystems (zugleich die ersten dauerhaften Befestigungsanlagen der Tschechoslowakei) entstanden 1933 in Petržalka bei Bratislava. Die restlichen Teile wurden zwischen Winter 1934 und Oktober 1938 gebaut.
Während der tschechoslowakischen Mobilmachung im September 1938 wurden große Teile des Walls fertiggestellt.

## Geschichte

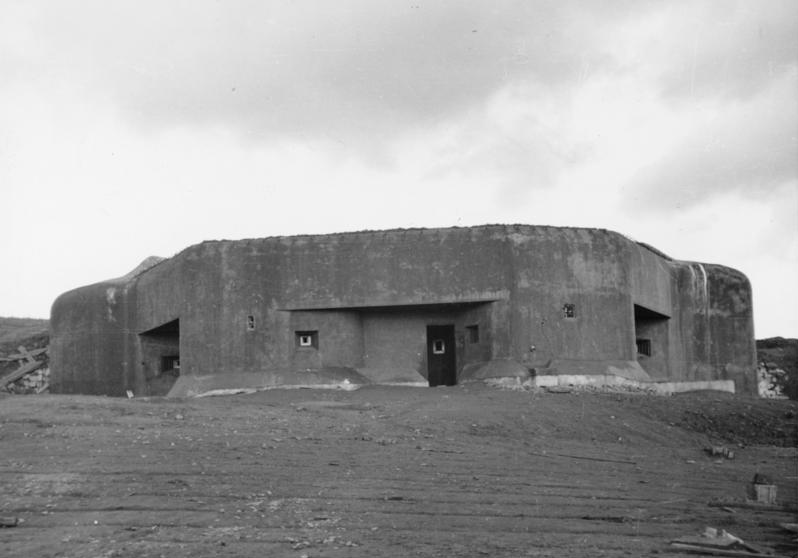
Bunker von Stachelberg bei Schatzlar im Sudetenland, Oktober 1938

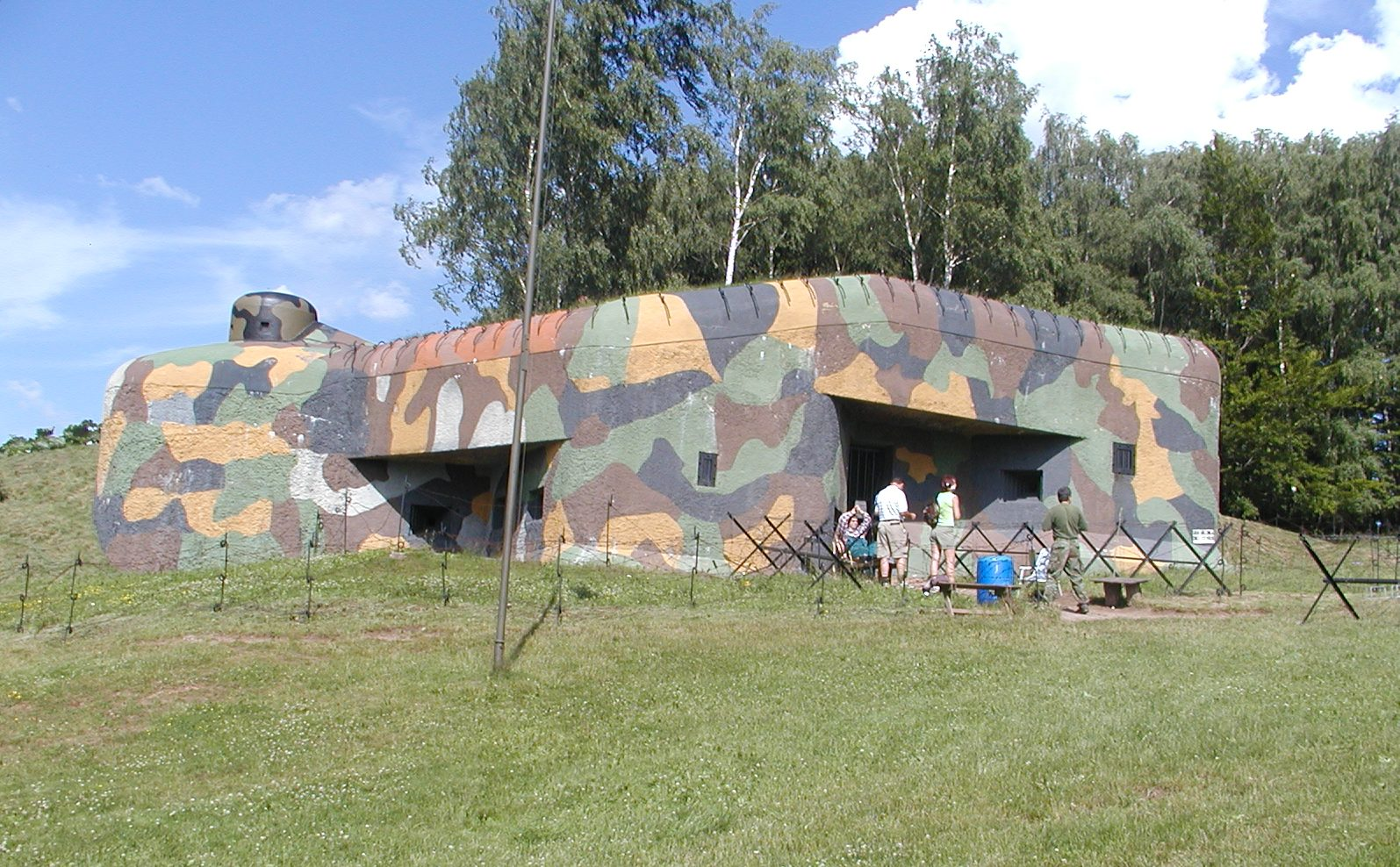
Museumsbunker Březinka bei Náchod, 2005

Nach dem Friedensvertrag von Versailles machten sich Militärplaner an die Auswertung des Ersten Weltkriegs und kamen zu dem Schluss, dass man einem zukünftigen Krieg mit einer starken Landesbefestigung nahe den Grenzen begegnen müsse. So entstanden ausgedehnte Festungssysteme in Frankreich (Maginot-Linie), Deutschland (Oder-Warthe-Bogen, Westwall, Pommernwall), Italien (Vallo Alpino), Schweiz (Schweizer Réduit), Griechenland (Metaxas-Linie), Jugoslawien, Polen, Sowjetunion (Stalin-Linie) und weiteren europäischen Ländern.
Nach der Machtübernahme der Nationalsozialisten in Deutschland und dem Beginn der Aufrüstung der Wehrmacht sah sich die geographisch langgestreckte Tschechoslowakei nicht in der Lage, die im Falle eines Angriffs zur Verteidigung erforderlichen 25 bis 30 Divisionen mit einer Stärke von 600.000 Mann aufzustellen und zu unterhalten.
In einer am 4. Mai 1934 vorgestellten Studie für den Kriegsfall mit Deutschland wurden die Kosten der militärischen Ausrüstung der Armee mit 4,5 Milliarden Kronen beziffert. Diese hätten sich noch um 180 Millionen Kronen pro Tag für die bei der erforderlichen Heeresstärke notwendige Munition bei Kriegshandlungen erhöht. Aus diesem Grunde fiel die Entscheidung für den Bau eines Festungsgürtels nach dem Vorbild der französischen Maginot-Linie.
Für die Verteidigung der Festungsanlagen ging die Planung von einer Stärke von 165.000 Mann aus, die sich aus sechs Divisionen und den Besatzungen der Festungsanlagen zusammensetzte. Als Gesamtkosten für den Bau, die Ausrüstung und die Mannschaft einschließlich der Munition wurden 4,5 Milliarden Kronen veranschlagt.
Am 20. März 1935 nahm die vom Verteidigungsministerium eingerichtete Direktion der Befestigungsanlagen ŘOP (Ředitelství opevňovacích prací), zu deren Leiter General Karel Husárek ernannt worden war, ihre Arbeit auf. Unter maßgeblicher Mitwirkung französischer Experten im Rahmen der Kleinen Entente entstand ein Konzept mehrerer Befestigungslinien entlang der Landesgrenzen, die aber wegen deren Länge nicht durchgängig errichtet wurden. Überwiegend handelte es sich um leichte Befestigungen, die in der Nähe der grenznah gelegenen Zentren Bratislava (Pressburg), Komárno (Komorn) und Košice (Kaschau) zusätzlich durch schwere Befestigungen verstärkt wurden. Zum Schutz des Wirtschaftszentrums Plzeň (Pilsen) und der Hauptstadt Prag wurden im Landesinnern zwei weitere leichte Festungslinien geschaffen, die Angriffe aus westlicher und nördlicher Richtung aufhalten sollten.
Die ersten Prototypen der schweren Anlagen wurden auf dem Truppenübungsplatz Brdy im Brdywald errichtet und auf ihre Wirksamkeit hin getestet. Als Fertigstellungstermin der gesamten Landesbefestigung war die Zeit nach 1950 vorgesehen.
Als Barrieren wurden sogenannte Tschechenigel eingeführt. Die Idee stammt vom Major František Kašík, der ab 1935 in der Direktion der Befestigungsanlagen arbeitete.
Schwerpunkt der Verteidigungslinien war der Norden des Landes. Hier entstand eine sich vom Rehorngebirge bis zum Altvatergebirge erstreckende Linie schwerer Befestigungen um die ins Land hereinragende Grafschaft Glatz, in welcher der Hauptangriffspunkt auf das Land gesehen wurde. Östlich des Altvatergebirges setzten sich die schweren Anlagen bis zur polnischen Grenze fort, hier galt der Schutz dem Industriezentrum Ostrava (Mährisch-Ostrau, ab 1941: Ostrau) gegen einen Angriff aus Richtung Leobschütz und Ratibor.
Von den vorgesehenen rund 16.000 leichten Anlagen waren etwa 9.500 und von 1.300 schweren Befestigungsbauten 229 vollständig errichtet und ausgerüstet, als im September 1938 infolge der politischen Ergebnisse des Münchner Abkommens die Arbeiten im Sudetenland eingestellt wurden und die deutsche Wehrmacht widerstandslos das Land besetzte. Mit der Besetzung der Rest-Tschechei am 15. März 1939 wurden die Arbeiten am Tschechoslowakischen Wall endgültig beendet.

## Nutzung durch die Wehrmacht

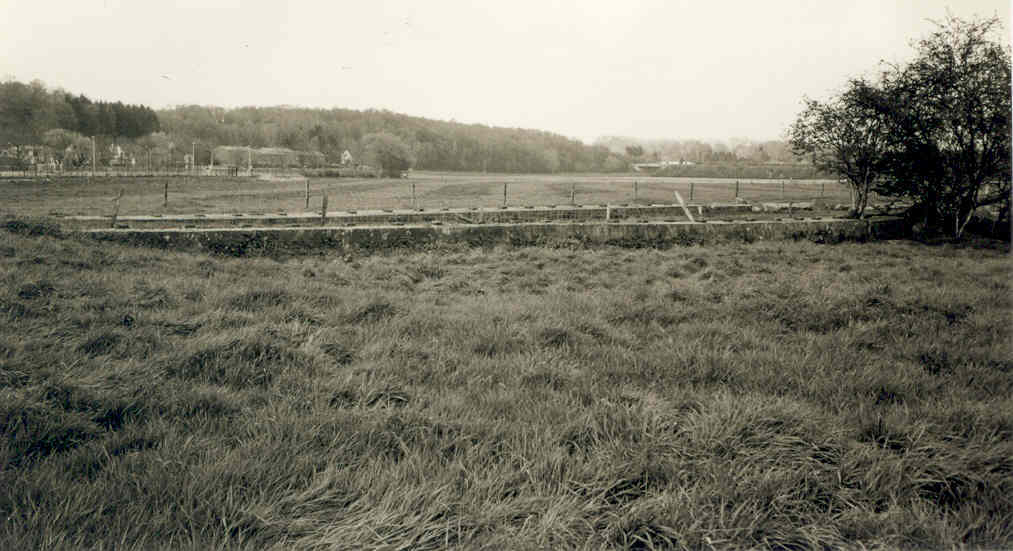
Hindernisrest am Westwall aus tschechischem Beutematerial

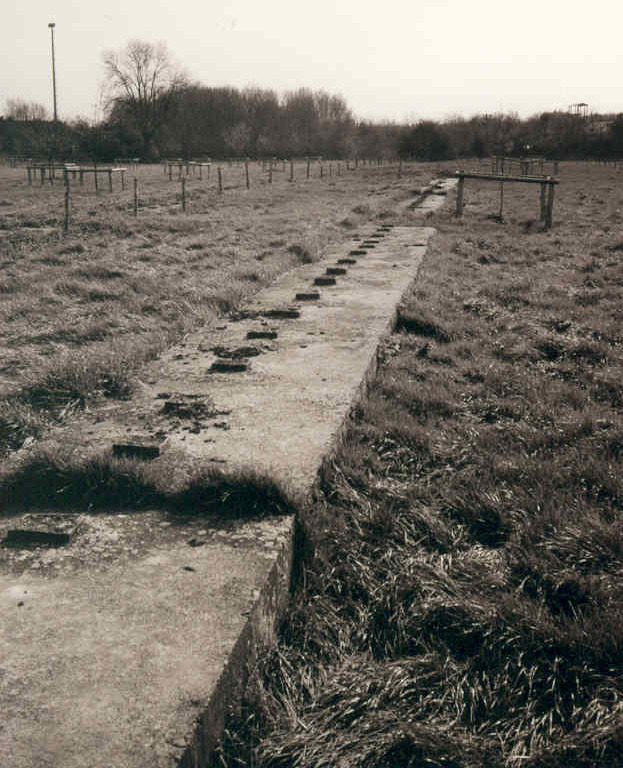
Hindernis am Westwall aus Beutematerial

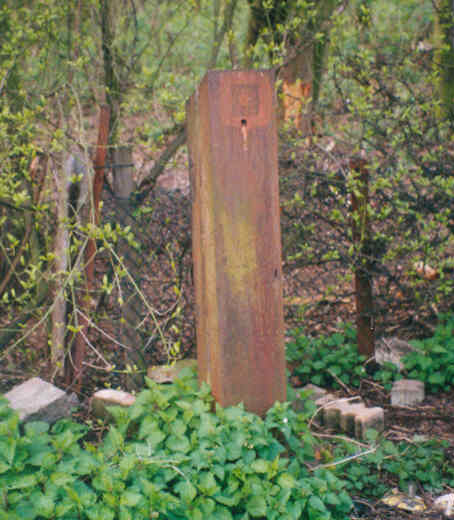
Tschechisches U-Profil bei Geilenkirchen, der Träger dient heute als Zaunpfahl

1939 wurden die Anlagen des Prager Brückenkopfes vollständig gesprengt. Damit sollte verhindert werden, dass sie von tschechischen Freischärlern genutzt werden könnten. Die weiteren Anlagen wurden unbrauchbar gemacht und dienten der Wehrmacht für Beschuss- und Bombardierungsübungen in Vorbereitung der Angriffe auf die Maginot-Linie während des Frankreichfeldzuges im Jahre 1940. Unversehrt blieb nur der Brückenkopf Engerau bei Bratislava/Pressburg (vgl. Pressburger Brückenkopf).
Der deutsche Kommandeur der Luftlandetruppe bei der Einnahme der Festung Eben Emael in Belgien, Hauptmann Rudolf Witzig, beschrieb die tschechischen Übungsobjekte in ihrer Ausführung im Vergleich mit den belgischen als fast uneinnehmbar.
Eine Weiterverwendung fanden Panzerkuppeln und -glocken wegen ihrer hervorragenden Materialgüte beim Beschuss am Westwall, wobei die ursprüngliche Herkunft verschwiegen wurde. In der Nähe von Geilenkirchen befinden sich Hindernisreste, die aus tschechoslowakischem Beutematerial stammen. Das Hindernis gegen schwere Fahrzeuge bestand aus zwei Betonschwellen mit aufgesetzten U-Profilen, die mit Beton ausgegossen wurden. Das Hindernis selbst war etwa zwei Kilometer lang, die U-Profile wurden nach dem Krieg mit dem Schneidbrenner abgetrennt und verschrottet.
Zum Ende des Zweiten Weltkrieges erfolgte im Frühling 1945 eine Wiederinbetriebnahme der Befestigungsanlagen vor Ostrava im Kampf gegen die 4. Ukrainische Front der Roten Armee. Jedoch konnten in der Kürze der Zeit die Beschädigungen nur provisorisch ausgebessert werden. Für die Ausrüstung mit Waffen der Wehrmacht wurden die Scharten vergrößert und schweres Gerät ungeschützt im Gelände aufgestellt. Die Linie hielt 57 Tage mehreren sowjetischen Angriffen der Mährisch-Ostrauer Operation stand, ehe sie am 15. April 1945 durchbrochen wurde. Eine zweite Linie zwischen Mokrolasetz, Hrabin und Chabitschau südöstlich von Troppau hielt den sowjetischen Vormarsch bis zum 27. April 1945 auf. Bis zum Ende des Krieges wurden mehrere Abschnitte nicht eingenommen und ein Angriff der Roten Armee auf Mährisch Ostrau gänzlich verhindert.

## Typen

### LB-Baureihe
Die leichten Befestigungsanlagen waren als Kampflinien im Falle eines Truppeneinmarsches und auch als Verteidigungslinien für Rückzugsgefechte konzipiert. Die Anlagen tschechoslowakischer Bauart unterscheiden zwei Baureihen. Bunker bzw. Ruinen dieser Baureihen finden sich in großer Anzahl über das gesamte Grenzgebiet von Tschechien verteilt.

#### LB 36
Bei der LB 36 handelt es sich um im Jahre 1935 begonnene Nachbauten verschiedener Typen der Maginot-Linie. Dabei wurden fünf Typen entwickelt, die je zwei bis sechs Mann Besatzung haben sollten. Die Anlagen mit einer Wand- bzw. Deckenstärke von 30–50 cm waren widerstandsfähig gegen Geschützgranaten bis Kaliber 75 und Werfergranaten bis Kaliber 81.
LB 36 E hatte eine Scharte. Zweischartig waren LB 36 A und LB 36 B; ihre Wände und Decken waren um zehn Zentimeter verstärkt. LB 36 C besaß drei Scharten. Ob die Typen D und F, von denen einer dem Flankenfeuer dienen sollte, je zur Ausführung kamen, ist ungewiss.
Je nach Standort der Anlage gab es Modifikationen vom Standard. So besitzen verschiedene Anlagen Drainagen beziehungsweise Deckenöffnungen für ein Feldperiskop, andere wurden mit Handgranatenauswurfrohren versehen.
Zu Beginn des Jahres 1937 wurde der Bau der LB 36 eingestellt. Ihr entscheidender Nachteil war der fehlende gegenseitige Feuerschutz. Insgesamt entstanden 856 Verteidigungsanlagen, die später in die Linien der LB 37 integriert wurden, und weitere acht zu Testzwecken.

#### LB 37

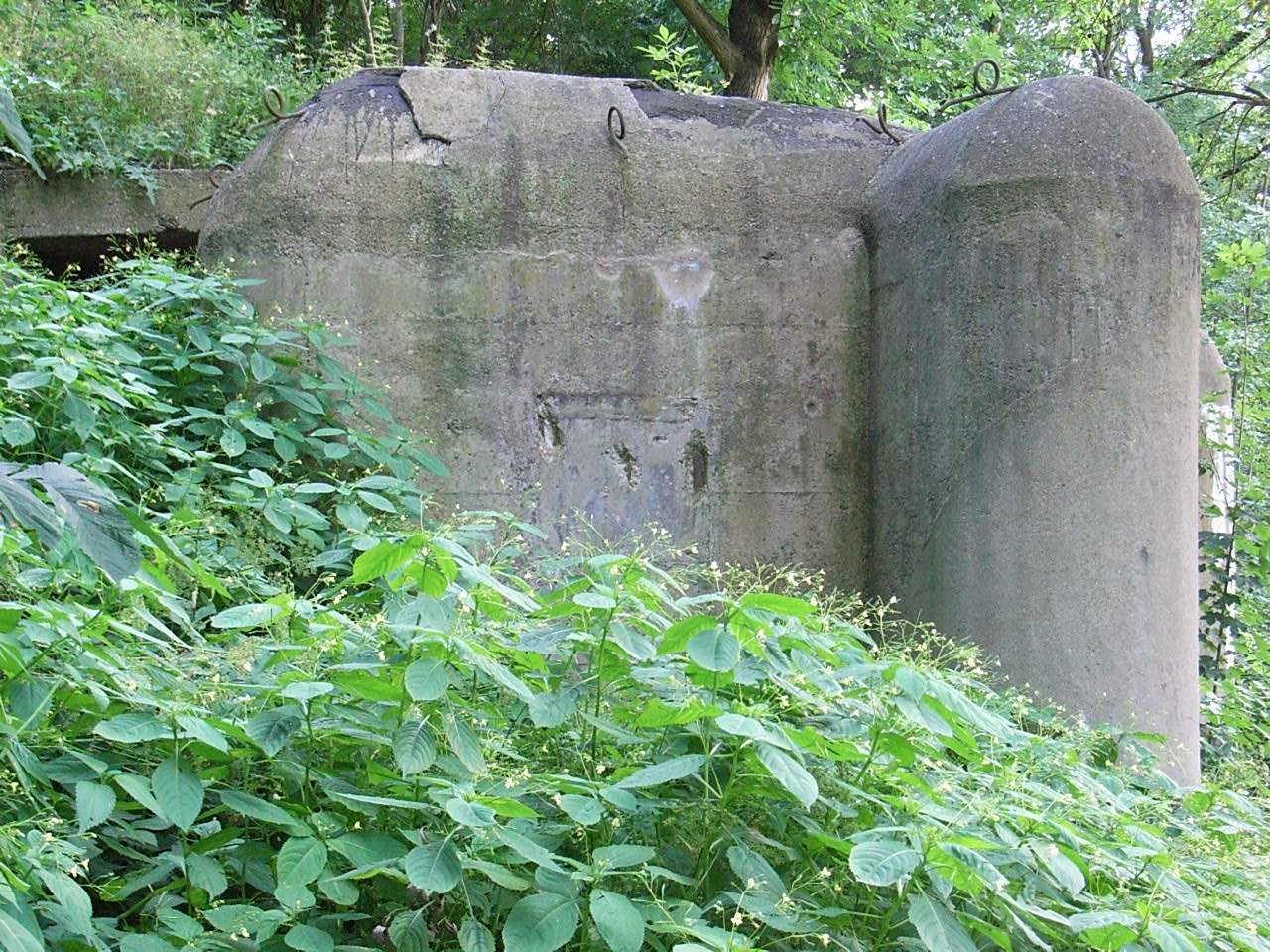
Ohrenstand LB 37 A an der Eger in Louny, 2007

Die LB 37 stellte gegenüber ihren Vorgängern eine wesentliche Verbesserung dar. Sie wurden als Feuerschutzlinien errichtet, wobei sich einzelne Stellungen aus bis zu vier Reihen zusammensetzten. Dabei wurden in der ersten Linie fast ausschließlich die Bautypen A und D gebaut. Die LB 37 bildete in der Regel die zweite Reihe hinter den schweren Befestigungsanlagen. An Grenzabschnitten, an denen keine schweren Befestigungen errichtet wurden, stellten sie die Hauptbefestigung dar.
Für diese Befestigungsanlagen wurden sieben Typen (A, B, C, D, E, G, H) verwendet, die neben der Standardbauweise auch in verstärkter Bauart errichtet wurden. Der als Ohrenstand bekannte LB 37 A kam auch in reduzierter Bauart zur Ausführung. Der Standard mit einer Wand- beziehungsweise Deckenstärke von 50 bis 80 Zentimeter bot Schutz gegen Geschosse bis zu 10,5 Zentimeter, die verstärkte Form bis zu 15,5 Zentimeter. Besondere Ausführungen der LB 37 A wurden in Flussläufen, Felsgebieten oder an unzugänglichen Gebirgshängen errichtet.
Entsprechend der erforderlichen Winkelstellung der Schartenachsen bestanden bei den Typen A und B mehrere Bauformen. Die am häufigsten anzutreffende Form ist der Ohrenstand, der zwei seitliche Scharten hat. Dem Frontal- und Flankenbeschuss diente der gleichfalls zweischartige Typ B. Der Bautyp D entsprach einer Hälfte des Ohrenstandes. Die Typen C und E waren ebenfalls einschartig.
Eine Besonderheit stellte der einschartige LB 37 G dar, der als Schießstand für eine Panzerabwehrkanone der Infanterie konzipiert war. Dieser Typ kam nur ein einziges Mal zur Ausführung und ist zwischen Velké Hoštice und Malé Hoštice (Opava) zu finden, ein ähnlicher Bautyp namens 'LB 37 F' kam nicht zur Ausführung.
Bei der LB 37 H handelt es sich um einen Stahlbetonunterstand, gleichfalls für eine Panzerabwehrkanone, der ebenfalls nur einmal, bei Petržalka gebaut wurde. Die Weiterentwicklung des Typs H, der Typ K, wurde nie realisiert.
Die zum Pressburger Brückenkopf gehörigen vier Kampfstände für Kompanie- und Bataillonskommandanten mit Stab waren eine weitere Form leichter Befestigungsanlagen. Diese Schutzräume für bis zu 18 Mann sind anderweitig nirgends errichtet worden.

## Einzelobjekte und Bunker-Linien
- Artilleriebefestigung „Festung Stachelberg“ oberhalb Babí nahe Trutnov, heute Museum
- Kette von Kleinstbunkern entlang des Flusses Eger (Südseite) bei Klášterec nad Ohří und nördlich des Duppauer Gebirges[2]
- ringförmige Kette von Kleinstbunkern insbesondere nördlich um Chomutov[3]
- Bunker Březinka bei Náchod, Museum
- unvollendete Festung Dobrošov bei Náchod, Museum
- einzelne Bunker (zwei?) südlich der Talsperre Pressnitz auf dem Erzgebirgskamm
- Schöberlinie im Lausitzer Gebirge